# Euosmolejeunea
Euosmolejeunea là một chi rêu trong họ Lejeuneaceae.